# 主神語
主神語（Valarin）是埃努的語言，描述在英國作家托爾金的奇幻小說裡。

## 历史
嚴格來說，埃努可透過思想交談，他們不需要語言，他们创造语言是因为对发挥自己躯体的能力和技巧感兴趣，也是为了能更好地理解即将在Arda出现的肉体化身（即Eru的孩子们）的心灵。

主神語與精靈的語言迥然不同，精灵并不喜欢主神语的语音，所以甚少精靈懂得主神語，僅有一些主神語的字詞採用在昆雅語當中。維拉懂得昆雅語，常用昆雅語與精靈溝通。主神語的字詞一般很長，主神語所指的雙聖樹是，共有八個音節，主神語明顯地有許多高音。“Valar的舌和嗓十分强硬，运动快而细致，发出的声音令我们很难摹仿；而且他们的词汇大多长而急促，像剑般闪烁，像大风中的叶片般疾驰，像山岭上的石块般滚落”。與維拉居住得較接近的凡雅族精靈採納了較多的主神語在萬雅林語（Quendya）當中。一些維拉的姓名，如曼威、烏歐牟、歐羅米等，名字都是由主神語轉化而得。
黑暗語的（戒指）似乎是取自主神語的（魔苟斯是一位維拉，索倫是邁雅，他們都懂得主神語）。
主神語與其他阿爾達的語言沒有關聯，除了少數的字詞外，有關主神語的所知不多。

## 故事外的历史
托爾金對於是否給予維拉他們的語言已考慮了多年，一些作品指他們沒有語言，但後來改變了。這導致出現了一些矛盾，例如在一些著作裡指曼威的姓名是來自主神語，另一些著作則指是來自昆雅語。
在舊版本的《精靈寶鑽》裡，主神語細分為歐羅米語（Oromëan）、奧力語（Aulëan）及米爾寇語（Melkian），所有精靈語都來自歐羅米語，矮人使用奧力語，而黑暗語則由米爾寇語衍生出來，但這個構想最終被摒棄。

## 外部連結
- 主神語——Ardalambion_Valarin （页面存档备份，存于）